# Jaime Soto
Jaime Soto (Inglewood, 31 dicembre 1955) è un vescovo cattolico statunitense, dal 29 novembre 2008 vescovo di Sacramento.

## Biografia
Jaime Soto è nato al Daniel Freeman Hospital di Inglewood, in California, il 31 dicembre 1955. È il maggiore di sette figli di una coppia di origine messicana. Suo padre, Oscar, lavorava come ingegnere in una compagnia telefonica.

### Formazione e ministero sacerdotale
Nel 1956, la sua famiglia si è trasferita a Stanton, e lì ha frequentato la St. Polycarp School. In seconda elementare, già consapevole di volere diventare sacerdote, giocava a celebrare la messa nel cortile con i suoi fratelli. Nel 1974 si è diplomato alla Mater Dei High School di Santa Ana e poi è entrato nel seminario "San Giovanni" di Camarillo. Lì ha conseguito il Bachelor of Arts in filosofia nel 1978 e il Master of Divinity nel 1982.
Il 12 giugno 1982 è stato ordinato presbitero dal vescovo William Robert Johnson per la diocesi di Orange in California. In seguito è stato vicario parrocchiale della parrocchia di San Giuseppe a Santa Ana dal giugno del 1982 al luglio del 1984. Nel 1984 è stato inviato a New York per studi. Nel maggio del 1986 ha ottenuto il Master of Social Work presso la Scuola di servizio sociale della Columbia University. Tornato in diocesi è stato direttore aggiunto di Catholic Charities dal luglio del 1986 al 1989; direttore dei servizi di immigrazione e cittadinanza dello stesso ente dal dicembre del 1986 al 1989; vicario episcopale per la comunità ispanica dal 3 marzo 1989 al 2000 e vicario episcopale per Catholic Charities dal 1º marzo 1999 al 2000. Nel 1990 è stato nominato prelato d'onore di Sua Santità.

### Ministero episcopale
Il 23 marzo 2000 papa Giovanni Paolo II lo ha nominato vescovo ausiliare di Orange in California e titolare di Segia. Ha ricevuto l'ordinazione episcopale il 31 maggio successivo dal vescovo di Orange in California Tod David Brown, co-consacranti il vescovo di Boise City Michael Patrick Driscoll e il vescovo emerito di Orange in California José de Jesús Madera Uribe.
Soto è il 25º vescovo ispanico negli Stati Uniti. Egli crede che la Chiesa cattolica negli Stati Uniti abbia "un disperato bisogno" di un maggior numero di sacerdoti di lingua spagnola. Aggiunge che i latini dovrebbero farsi avanti e svolgere un ruolo più importante nei ministeri della Chiesa e assumersi maggiori responsabilità. "Li incoraggio a essere grandi protagonisti", ha detto Soto, che ha imparato lo spagnolo da adulto. "Voglio che abbiano un senso di appartenenza alla loro Chiesa". I suoi più grandi successi come vescovo ausiliare sono stati l'avvio di un programma di consulenza per gli ispanici colpiti da AIDS, la conduzione di servizi mensili per i detenuti presso la prigione della contea di Orange e la promozione di riti ed eventi tipici della pietà popolare ispanica come la processione di Nostra Signora di Guadalupe e il Giorno dei Morti.
Soto ha partecipato alla giornata mondiale della gioventù del 2005 a Colonia, in Germania, e con altri nove vescovi americani ha guidato sessioni di catechesi.
L'11 ottobre 2007 papa Benedetto XVI lo ha nominato vescovo coadiutore di Sacramento. Il 19 novembre successivo è entrato in diocesi e poi è stato nominato moderatore della curia e vicario episcopale per gli ispanici e gli altri ministeri etnici e ha rappresentato molti gruppi pastorali e civici. Il 29 novembre 2008 è succeduto alla medesima sede.
Monsignor Soto ha ufficialmente appoggiato il Sacramento Helpers of God's Precious Infants e ha guidato veglie di preghiera per il diritto alla vita sui marciapiedi di fronte alle strutture abortive locali. Questo ha rinvigorito e rafforzato la comunità pro-life all'interno della sua diocesi.
Nell'aprile del 2012 e nel gennaio del 2020 ha compiuto la visita ad limina.
In seno alla Conferenza dei vescovi cattolici degli Stati Uniti è presidente del comitato per la diversità culturale nella Chiesa, membro del comitato per l'evangelizzazione e la catechesi e consulente del comitato per la giustizia e la pace internazionale. È anche presidente della Catholic Legal Immigration Network, Inc. (CLINIC). In precedenza è stato presidente del comitato per l'America latina; membro della direzione del Catholic Legal Immigration Network, Inc.; membro del comitato per i laici e presidente del sottocomitato per i giovani e giovani adulti.
Il 17 novembre 2010 il vescovo Soto è stato nominato capo della Catholic Campaign for Human Development (CCHD), un'agenzia della Conferenza episcopale. La CCHD è stata sottoposta a forti pressioni dopo accuse secondo cui essa avrebbe finanziato numerosi gruppi che sostenevano il diritto all'aborto e alla contraccezione, al matrimonio tra persone dello stesso sesso e ad altre attività contrarie alla dottrina della Chiesa cattolica. Questi rapporti hanno portato una coalizione di gruppi conservatori e pro-life a lanciare un boicottaggio della colletta nazionale e almeno dieci vescovi hanno scelto di cessare di contribuire alla campagna. La nomina di Soto è avvenuta un giorno dopo che l'arcivescovo Timothy Dolan è stato nominato presidente della Conferenza dei vescovi cattolici degli Stati Uniti.

## Opinioni
Monsignor Soto è considerato un difensore dei valori cattolici "conservatori". Nel 2008 ha parlato a una conferenza per l'Associazione nazionale dei ministeri cattolici diocesani per lesbiche e gay, dicendo che lo "stile di vita omosessuale" è peccaminoso. Soto ha dichiarato: "Le relazioni sessuali tra persone dello stesso sesso possono essere allettanti per gli omosessuali, ma si discostano dal vero significato dell'atto sessuale e li distraggono dalla vera natura dell'amore a cui Dio ci ha chiamati tutti. Per questo motivo, è peccaminoso". Nello stesso discorso, Soto ha parlato contro il sesso prematrimoniale affermando: "I rapporti sessuali, al di fuori del patto matrimoniale tra un uomo e una donna, possono essere allettanti e inebrianti, ma non condurranno a quel viaggio liberatorio di vera scoperta di sé e di un'autentica scoperta di Dio. Per questo motivo sono peccaminosi". Soto si è lamentato anche del fatto che la contraccezione è diventata "l'indiscussa modalità predefinita del matrimonio".
È un forte difensore dei diritti degli immigrati e incoraggia i cattolici a leggere la Bibbia in modo da comprendere meglio la posizione della Chiesa sull'immigrazione e il suo sostegno di lunga data ai diritti degli immigrati. Soto ritiene che una riforma globale sull'immigrazione, se fatta adeguatamente, tenendo conto delle preoccupazioni di tutte le parti interessate, andrebbe a vantaggio dell'intero paese.

## Riconoscimenti
Nel 2003 il vescovo Soto è stato inserito nell'anello d'onore della Mater Dei High School. È stato premiato durante l'annuale festa primaverile dell'anello d'onore e la cena del circolo dei fondatori per i suoi contributi alla loro comunità.

## Genealogia episcopale e successione apostolica
La genealogia episcopale è:
- Cardinale Scipione Rebiba
- Cardinale Giulio Antonio Santori
- Cardinale Girolamo Bernerio, O.P.
- Arcivescovo Galeazzo Sanvitale
- Cardinale Ludovico Ludovisi
- Cardinale Luigi Caetani
- Cardinale Ulderico Carpegna
- Cardinale Paluzzo Paluzzi Altieri degli Albertoni
- Papa Benedetto XIII
- Papa Benedetto XIV
- Papa Clemente XIII
- Cardinale Bernardino Giraud
- Cardinale Alessandro Mattei
- Cardinale Pietro Francesco Galleffi
- Cardinale Giacomo Filippo Fransoni
- Cardinale Carlo Sacconi
- Cardinale Edward Henry Howard
- Cardinale Mariano Rampolla del Tindaro
- Cardinale Rafael Merry del Val
- Cardinale Giovanni Vincenzo Bonzano
- Arcivescovo Edward Joseph Hanna
- Arcivescovo John Joseph Cantwell
- Arcivescovo Joseph Thomas McGucken
- Cardinale Timothy Manning
- Cardinale William Joseph Levada
- Vescovo Tod David Brown
- Vescovo Jaime Soto

La successione apostolica è:
- Vescovo Myron Joseph Cotta (2014)
- Vescovo Reynaldo Bendijo Bersabal (2024)

## Araldica
| Stemma | Titolare                         | Descrizione |
|        | Jaime Soto Vescovo di Sacramento | Partito: al primo d'azzurro, mantellato d'oro, al calice dello stesso, cimato da una patena dello stesso; al secondo d'argento ai tre alberi d'arancio al naturale, su un monte (1) di verde caricato di una conchiglia d'oro, sormontati a destra da una stella (7) d'azzurro, al capo d'oro, al bisante d'argento, caricato di tre gocce di rosso attestate, addestrato e sinistrato da due rose al naturale. Ornamenti esteriori da vescovo. Motto: "Gozo y esperanza". |